# Пристинаміцин

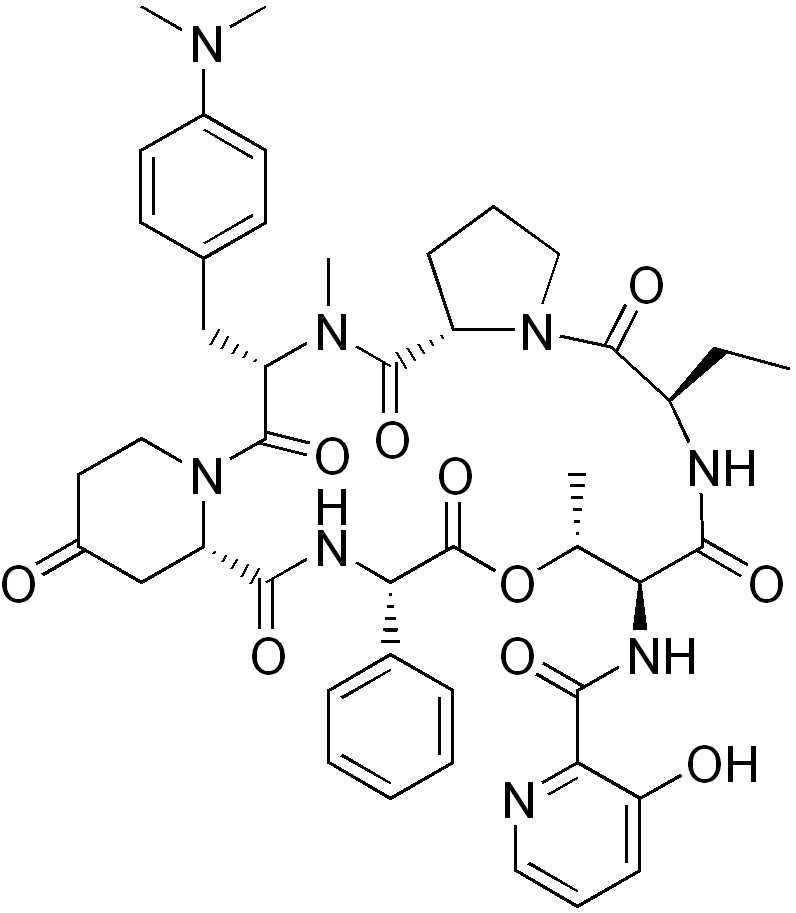
Пристинаміцин IA.png

Пристинаміцин IIA

Пристинаміцин — антибіотик класу стрептограмінів, який використовується переважно для лікування стафілококових інфекцій і, меншою мірою, стрептококових інфекцій, отриманий з бактерії Streptomyces pristinaespiralis, та структурно схожий на віргініаміцин. Пристинаміцин розповсюджується в Європі компанією «Sanofi-Aventis» під торговою назвою «Піостацин».
Пристинаміцин є сумішшю двох складових, які мають синергетичну антибактеріальну дію. Пристинаміцин IIA є макролідом, і тому пристинаміцин має подібний спектр дії до еритроміцину. Пристинаміцин IA (стрептограмін B) є депсипептидом. Пристинаміцин I і пристинаміцин ІІ продукуються Streptomyces pristinaespiralis у співвідношенні 30:70. Кожна сполука зв'язується з бактеріальною 50S рибосомальною субодиницею, та інгібує процес синтезу білка, таким чином виявляючи лише помірну бактеріостатичну активність. Однак комбінація обох речовин діє синергічно, та призводить до потужної бактерицидної активності, яка може досягати в 100 разів більшої, ніж в окремих компонентів.
Кластер біосинтетичних генів пристинаміцину є найбільшим суперкластером антибіотиків, відомим на сьогоднішній день, з розміром ~210 кб, де біосинтетичні гени пристиноміцину I та пристиноміцину II не згруповані окремо, а розкидані по всій області послідовності. Крім того, ця ділянка біосинтетичного гена переривається недослідженим кластером генів PKS типу II.

## Клінічне застосування
Незважаючи на макролідну складову, пристиноміцин ефективний проти стійких до еритроміцину стафілококів і стрептококів. Препарат активний проти метицилін-резистентного Staphylococcus aureus. Однак його корисність при важких інфекціях може бути обмежена відсутністю препарату для внутрішньовенного введення через його погану розчинність. Тим не менш, іноді пристиноміцин використовують як альтернативу рифампіцину з фузидовою кислотою або лінезоліду для лікування інфекції, спричиненої метицилін-резистентним Staphylococcus aureus.
Відсутність препарату для внутрішньовенного введення призвела до розробки похідного пристинаміцину квінупристину/дальфопристину (торгова назва «Синерцид»), який можна вводити внутрішньовенно при більш важких формах метицилін-резистентної стафілококової інфекції.